# آنتونیو پالاشس
 آنتونیو پالاشس (انگلیسی: Antonio Palacios؛ ۸ ژانویهٔ ۱۸۷۲ – ۲۷ اکتبر ۱۹۴۵) یک معمار اهل اسپانیا بود. 